# ニコラス・クラスカ
ニコラス・クラスカ（Nicolas Kraska、1989年6月11日 - ）は、タイ出身の元ラグビー選手。

## プロフィール
- ポジションはセンター(CTB)。
- 身長 177cm、体重 89kg
- ニックネームはNico。
- 父はフランス人、母はタイ人[2]。
- 7人制フランス代表に選ばれたことがある[3] 。

## 略歴
9歳からラグビーを始めた。
ポールラパイ高校、ラシン・メトロ、コニャックを経て、2015年、東芝ブレイブルーパスに加入。同年11月14日に行われたジャパンラグビートップリーグ第1節のクボタスピアーズ戦に先発出場で公式戦初出場を果たした。
2019年、清水建設ブルーシャークスに加入。
2021年、現役を引退した。